# برنهارد مینتی
برنهارد مینتی (انگلیسی: Bernhard Minetti؛ ۲۶ ژانویهٔ ۱۹۰۵ – ۱۲ اکتبر ۱۹۹۸) یک هنرپیشه اهل آلمان بود. وی بین سال‌های ۱۹۳۱ تا ۱۹۹۶ میلادی فعالیت می‌کرد.
از فیلم‌ها یا برنامه‌های تلویزیونی که وی در آن نقش داشته است می‌توان به زن چپ‌دست، روبرت کخ و روتشیلدها اشاره کرد.